# ジョーナカムラ
ジョー ナカムラ（中村 譲、Joe Nakamura, 1974年4月2日 - ）は、香港、シンガポール、台湾で活躍する日本人モデル兼俳優。兵庫県加古川市出身。所属事務所はプラチナムプロダクション。現在は、主に日本と台湾で活動している。

## 略歴
- 19歳の時に養成所に入るが伸び悩む。その後、東京へ進出する。
- 29歳の時に単身香港へ渡る。その後、台湾で脚光を浴びる。
- 2009年、兵庫県加古川市初の観光大使「加古川観光大使」に任命される。同年11月、所属事務所をランベスからプラチナムプロダクションに移籍。

## 人物
- 身長：180cm、血液型：A型
- 台湾では中村祖という名前で活動していた。
- 中型二輪免許 普通免許 調理師免許 小型船舶1級の資格を取得している。
- 言葉を知らないままに台湾へ行き、独学で北京語を習得した。また意味が解からない場合は谷炫錞に聞いている。

## 出演

### テレビドラマ
- 走らんか! (NHK)
- 暴れん坊将軍VII 第14話「尾張宗春の謀叛」（1996年、ANB / 東映）- 鈴木役
- 母親失格 （2007年、フジテレビ系） - 巻輝夫役
- スイート10〜最後の恋人〜 （2008年3月3日〜、TBS系） - 品川圭介役
- 鉄道捜査官（ANB）
- 土曜ワイド劇場「西村京太郎トラベルミステリー53」（2010年2月6日、EX）
- インディゴの夜（2010年3月22日〜、CX）
- LADY〜最後の犯罪プロファイル〜 第8話（2011年2月25日、TBS系）
- 水曜ミステリー9「借王＜シャッキング＞〜華麗なる借金返済作戦〜」（2014年12月17日、TX） - 西川 役
- 日曜ワイド「深層捜査2」（2017年） - 長谷川亮二 役
- モンテ・クリスト伯 -華麗なる復讐-（2018年） ‐ ショーン・リー 役
- この女に賭けろ（2019年） ‐ リュウ・ジャン 役
- パンドラの果実 科学犯罪捜査ファイル Season1 第7話（2022年6月4日、日本テレビ） - 来栖正人 役
- 警視庁考察一課（2022年） - 北山勝 役
- 消せない「私」-復讐の連鎖- 第2話（2024年1月13日、日本テレビ） - 高田京太 役
- ダブルチート 偽りの警官 season2 第7話・最終話（2024年8月10日・17日、WOWOW/テレビ東京） - 張秀英 役

### TV
- 21世紀エジソン (TBS)
- オールスター感謝祭 (TBS)
- 英語の達人（BS朝日）

### 映画
- 明日があるやん
- 雀鬼くずれ（2003年2月15日)
- クジラ 極道の食卓 （2009年2月14日) - 濁組若頭 吉田
- ハゲタカ （2009年6月6日)
- シン・ゴジラ[1]
- マンハント
- アスリート〜俺が彼に溺れた日々〜

### オリジナルビデオ
- 交渉人 堂本零時（2011年、Softgarage、監督: 宝来忠昭） - 矢吹 役

### CF
- ランゲージチャンネル
- アサヒスーパードライ
- DHCMEN

### スチール
- アクサ生命保険

## 書籍

### 雑誌
- FIGARO（阪急コミュニケーションズ）
- CREA（文藝春秋）
- 月刊メジャリーグ（ベースボールマガジン社）